# Enrique Enríquez de Guzmán (f. 1562)
Enrique Enríquez de Guzmán, también llamado Enrique Enríquez de Guzmán y Toledo (m. 1562), fue IV conde de Alba de Liste y mayordomo mayor de la reina Isabel de Valois, mujer del rey Felipe II de España. 

## Familia
Era hijo de Diego Enríquez de Guzmán, III conde de Alba de Liste, y de su primera esposa, Leonor Álvarez de Toledo. Su padre contrajo un segundo matrimonio con Catalina de Toledo y Pimentel.
Contrajo matrimonio en 1532 con María de Toledo y Pimentel, hermana de su madrasta, padres de seis hijos: 
- Diego Enríquez de Guzmán y Toledo[3] (m. 2 de agosto de 1604), sucesor en el título como V conde de Alba de Liste;[1]
- Leonor Enríquez de Guzmán y Toledo, casada el 18 de abril de 1553 con Pedro de Pimentel y Osorio, II marqués de Távara;[3]
- Antonio Enríquez de Guzmán, sucesor en el título como VI conde de Alba de Liste;[3][1]
- Juan Enríquez de Guzmán y Toledo, llamado, por imposición de mayorazgo conyugal, Juan Pardo Tavera y Enríquez de Guzmán, caballero de la Orden de Santiago en 1571, casado, siendo su segundo esposo, con Guiomar Pardo-Tavera de la Cerda, I marquesa de Malagón;[3]
- Bernardino Enríquez de Guzmán y Toledo;[3]
- Jerónima Enríquez de Guzmán y Toledo, casada con Pedro Dávila y Córdoba, II marqués de las Navas.[3]

Murió en Zamora en 1562 de una infección dental.